# Kîmîr, Peremîșleanî
Kîmîr (în ucraineană Кимир, în germană Kimirz-Kolonie) este un sat în comuna Ușkovîci din raionul Peremîșleanî, regiunea Liov, Ucraina. Satul a fost locuit de germanii galițieni.

## Demografie
Componența lingvistică a localității Kîmîr
     Ucraineană (99,5%)
Conform recensământului din 2001, majoritatea populației localității Kîmîr era vorbitoare de ucraineană (99,5%), existând în minoritate și vorbitori de alte limbi.